# Chadibe (Mahalapye)
Chadibe – wieś w Botswanie w dystrykcie Central. Według spisu ludności z 2011 roku wieś liczyła 2973 mieszkańców.